# Rooster Fighter
Rooster Fighter (ニワトリ・ファイター Niwatori Faitā?) o también conocida por su nombre en inglés Rooster Fighter, es una serie de manga japonés escrito e ilustrado por Shū Sakuratani. Ha sido serializado en el sitio web de manga en línea Comiplex de Hero's Inc. desde el 18 de diciembre de 2020. Se ha anunciado una adaptación a serie de televisión de anime producida por Sanzigen.

## Argumento
Hace tres años, los demonios mutantes comenzaron a aparecer en Japón. Si bien algunos son inofensivos o útiles para los humanos, otros son problemáticos. Creados a partir de humanos que sufren una angustia emocional extrema o un trauma no resuelto, estos demonios mutantes comenzaron a causar estragos a medida que comenzaron a evolucionar para ser más inteligentes y peligrosos.
Un gallo solitario llamado Keiji deambula por varias ciudades de Japón mientras derrota a los demonios mutantes que encuentra. Su objetivo final es encontrar y matar al mutante apodado "El Demonio Blanco" que mató a su hermana para vengar su muerte.

## Personajes
Keiji (ケイジ?)
 Seiyū: Kenta Miyake
Un "pájaro migratorio" que se describe a sí mismo y que jura derrotar al demonio que mató a su hermana. Vaga por Japón y tiene la política de no quedarse nunca más de lo necesario. Keiji tiene un estricto código de conducta que sigue en lo que respecta al respeto y el aprecio. A pesar de despreciar a los niños o a cualquier joven que considere irrespetuoso o molesto, tiene debilidad por algunos de ellos, como Piyoko. Sus habilidades incluyen la resonancia y una gran puntería al lanzar objetos con el pico.
Piyoko (ピヨコ?)
 Seiyū: Shiori Izawa
Fue criada por un yakuza para ser vendida inicialmente con otros polluelos, Piyoko se convirtió en una mascota querida antes de presenciar cómo su dueño se convertía en un demonio mutante. Al presenciar a Keiji derrotar y salvar a su dueño, decide seguirlo en su viaje para derrotar al Demonio Blanco y Keiji la deja unirse a él a regañadientes después de que ella lo ayudó a recuperar la salud. Ella está apegada a él, creyendo que se casará con él cuando sea mayor, y él le dio el nombre de Piyoko después de pedirle un nombre. Tiene la palabra "Deber" (仁義, Jingi) escrita en su espalda después de pedirle a su antiguo dueño que le hiciera un tatuaje similar al suyo.
Elizabeth (エリザベス Erizabesu?)
 Seiyū: Mariko Honda
Fue adoptada por una familia adinerada poco después de su nacimiento, Elizabeth vivió una vida lujosa pero insatisfactoria cuando fue testigo de cómo un demonio causaba estragos en su ciudad y casi la mata a ella y a su familia. Fue Keiji quien los rescató y ella inmediatamente se enamoró de él, solo para ser abandonada justo después de su breve aventura. Terminó resentida con Keiji por abandonarla e inicialmente se entrenó para vengarse de él; sin embargo, cuando fue testigo de cómo más demonios mutantes mataban a sus seres queridos después de la partida de Keiji, comenzó a entrenar para derrotarlos durante los siguientes seis meses. Después de reunirse con Keiji, decide unirse a sus esfuerzos para luchar contra el Demonio Blanco. Elizabeth lucha con un bastón de relámpagos y se demuestra que es experta en tecnología.

## Contenido de la obra

### Manga
Niwatori Fighter está escrito e ilustrado por Shū Sakuratani. La serie comenzó su serialización en el sitio web de manga en línea Comiplex de la editorial Hero's Inc. el 18 de diciembre de 2020. El primer volumen tankōbon de la serie se lanzó el 1 de mayo de 2021. 
El manga tiene licencia en Argentina por Editorial Ivrea, y en México será licenciado por Panini.
| Volúmenes de manga publicados | Volúmenes de manga publicados | Volúmenes de manga publicados |
| Número                        | Fecha de publicación          | ISBN                          |
| ----------------------------- | ----------------------------- | ----------------------------- |
| 1                             | 1 de mayo de 2021             | ISBN 978-4-86468-801-7        |
| 2                             | 5 de octubre de 2021          | ISBN 978-4-86468-835-2        |
| 3                             | 4 de marzo de 2022            | ISBN 978-4-86468-872-7        |
| 4                             | 5 de agosto de 2022           | ISBN 978-4-86468-119-3        |
| 5                             | 26 de enero de 2023           | ISBN 978-4-86468-146-9        |
| 6                             | 29 de agosto de 2023          | ISBN 978-4-86468-193-3        |
| 7                             | 29 de enero de 2024           | ISBN 978-4-86468-229-9        |
| 8                             | 5 de agosto de 2024           | ISBN 978-4-86468-274-9        |
| 9                             | 6 de enero de 2025            | ISBN 978-4-86805-028-5        |
| 10                            | 4 de julio de 2025            | ISBN 978-4-86805-083-4        |

### Anime
En julio de 2024, en la Comic-Con de San Diego, se anunció que el manga recibiría una adaptación televisiva de anime. La serie está producida por Sanzigen y Sola Entertainment, dirigida por Daisuke Suzuki, con Hiroshi Seko a cargo de la composición de la serie. Se emitirá en Estados Unidos en Adult Swim. Se estrenará en abril de 2026.

## Recepción
Desde su estreno, Niwatori Fighter ha sido popular en el extranjero, especialmente en países de habla hispana como México, España y Argentina. El manga recibió ofertas de publicación de traducción de más de 12 países y regiones.